# Kirche Langenau (Brand-Erbisdorf)

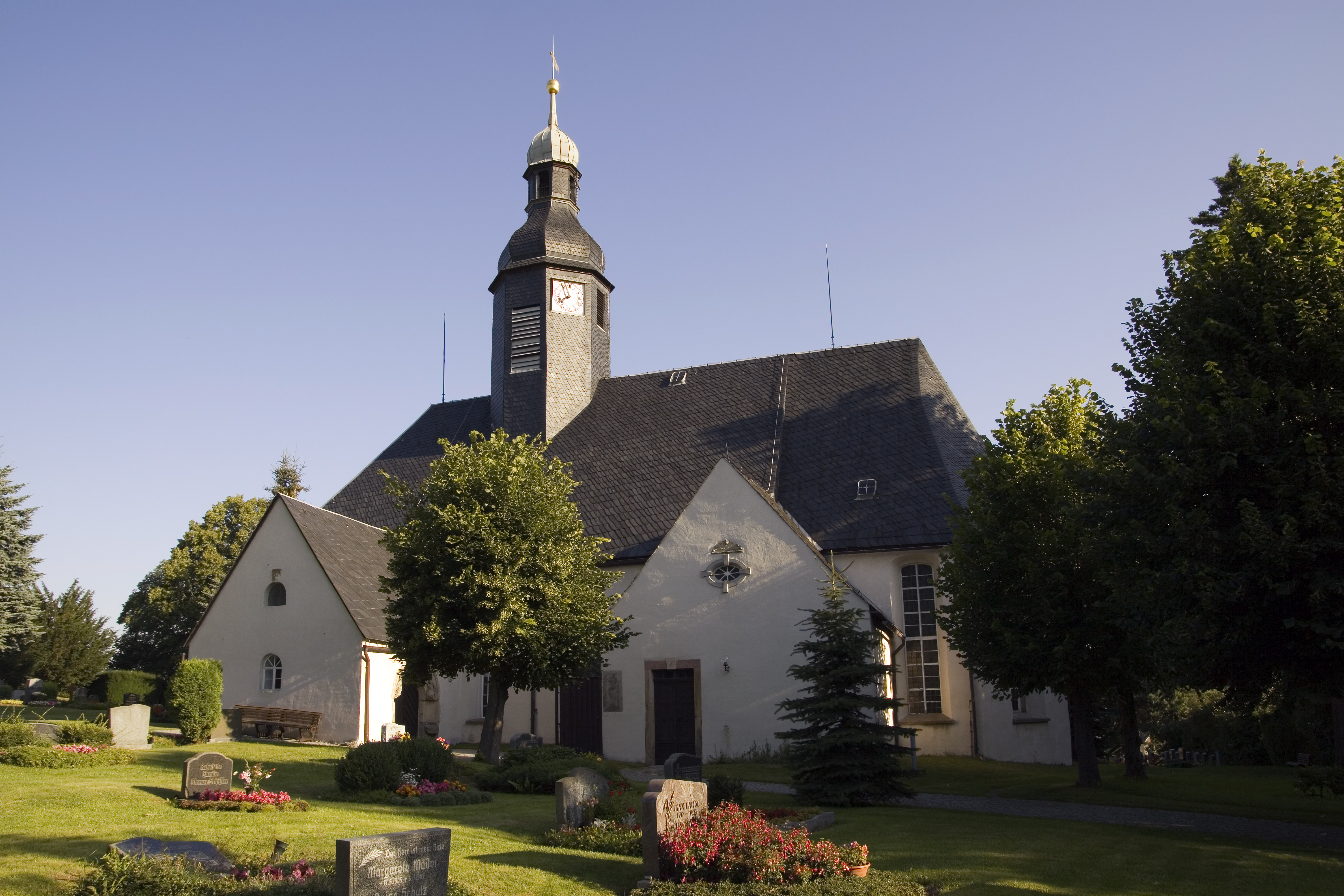
Kirche Langenau (Brand-Erbisdorf)

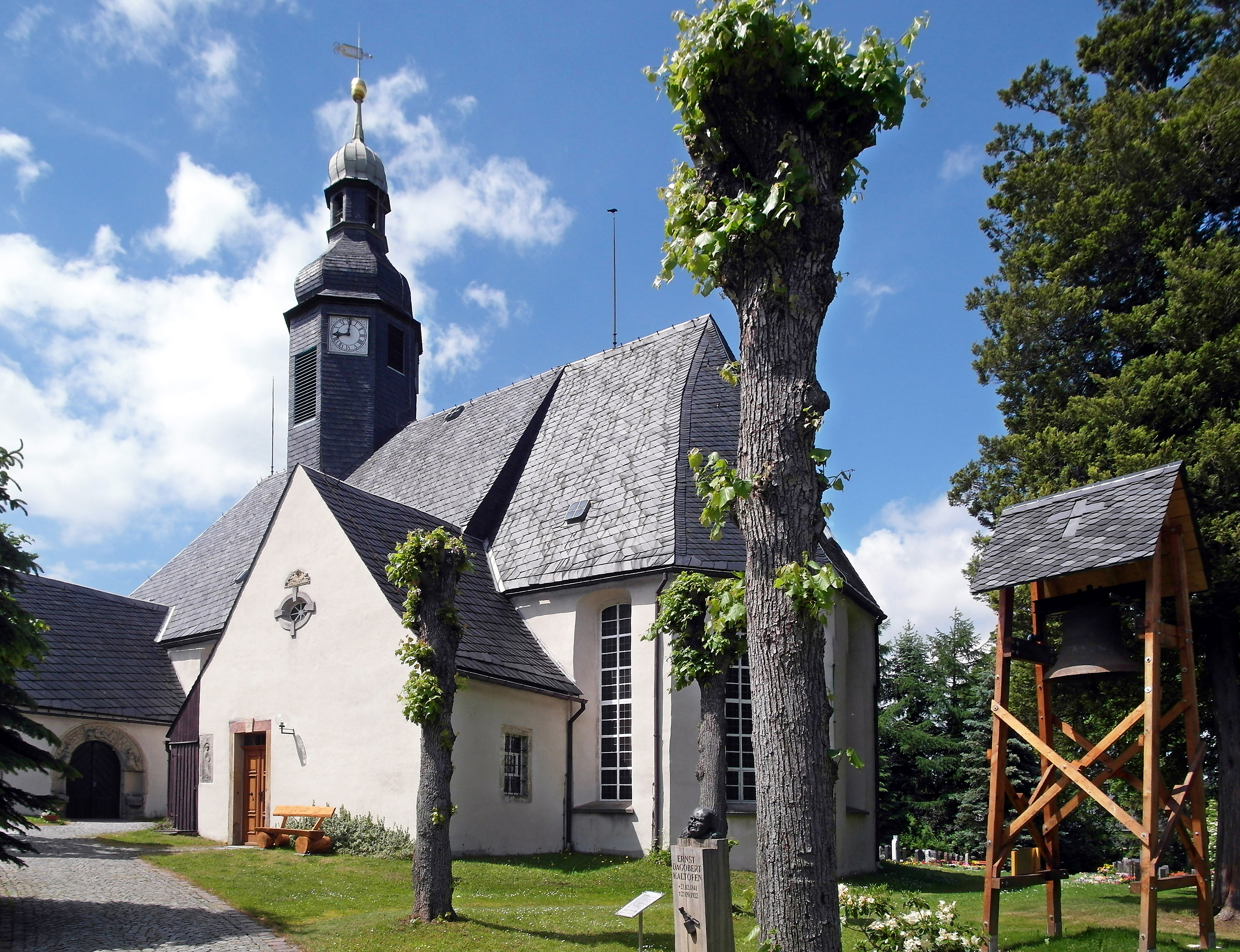
Südostansicht

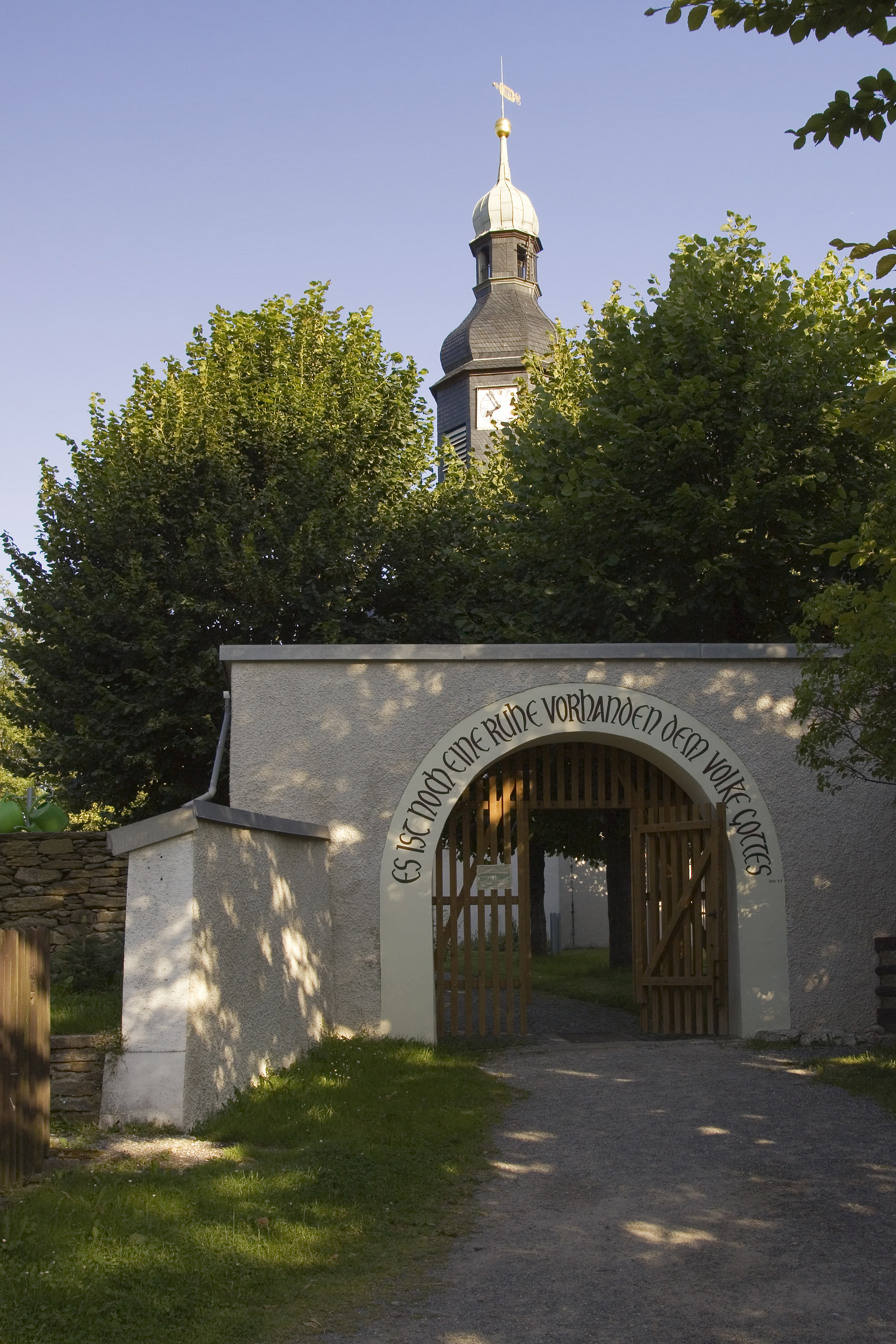
Portal des Kirchhofs

Die evangelische Dorfkirche Langenau ist eine im Kern spätgotische, barockisierte Saalkirche im Ortsteil Langenau von Brand-Erbisdorf im Landkreis Mittelsachsen in Sachsen. Sie gehört zur Kirchengemeinde Langenau im Kirchenbezirk Freiberg der Evangelisch-Lutherischen Landeskirche Sachsens.

## Geschichte und Architektur
Die einfache, vermutlich spätgotische Saalkirche liegt inmitten eines mauerumfriedeten Kirchhofs. Veränderungen wurden in den Jahren 1663 und um 1705 durchgeführt; ein Dachreiter in barocken Formen wurde im Jahr 1825 errichtet. Eine Umgestaltung des Innenraums wurde im Jahr 1920 vorgenommen. Restaurierungen erfolgten in den 1950er Jahren im Inneren und von 1989 bis 1992.
Das Bauwerk ist ein verputzter Bruchsteinbau mit dreiseitigem Chorschluss, der mit einem Walmdach und einem Dachreiter abgeschlossen ist und von Korbbogenfenstern erhellt wird. Das Hauptportal stammt vom Rittergut Niederlangenau und wurde nach 1945 hier eingefügt. Das rundbogige Renaissanceportal aus Porphyr aus der Zeit um 1580 wird Samuel Lorentz dem Älteren zugeschrieben. Im Schlussstein ist ein fast vollplastisches Relief eines kleinen Kindes eingefügt, mit seitlicher Darstellung der Eltern.
Das Innere des Bauwerks ist flachgedeckt und von eingeschossigen Emporen an drei Seiten umgeben; an der Nordseite befindet sich die Patronatsloge mit den Wappen derer von Oehlschlägel, von Hoffgarten, von Braun und von Rilke.

## Ausstattung
Die Ausstattung entstammt der Zeit um das Ende des 19. Jahrhunderts und um 1920. Teilweise stark beschädigte Sandsteinreliefs mit einer Darstellung des Weltgerichts aus den Jahren 1575/80 werden Andreas Lorentz zugeschrieben; weitere mit der Stillung des Sturms Uriel Lorentz um 1580/85. Ein Bildnis des Pfarrers Salomon Gottlieb Francke stammt aus dem 18. Jahrhundert. Von den Epitaphien mit ganzfigurigen Reliefdarstellungen ist besonders der Stein für Pfarrer Petrus Lossius († 1598) beachtenswert; er wird Hieronymus Eckart dem Jüngeren zugeschrieben. In der Loge befinden sich zwei barocke Schnitzfiguren auf Konsolen aus dem 18. Jahrhundert, die Christus als Weltenrichter und als Salvator mundi darstellen.
Farbglasfenster von 1934 stellen die Himmelfahrt Christi und die Lutherrose dar.
Die Orgel ist ein Werk von Daniel August Zachert aus dem Jahr 1841 mit 19 Registern auf zwei Manualen und Pedal.

## Umgebung
Das Pfarrhaus ist ein zweigeschossiges Bauwerk mit Fachwerkobergeschoss und Krüppelwalmdach aus der Zeit um 1650, das im Jahr 1822 umgebaut wurde.